# اوگاوا کیوشی
اوگاوا کیوشی (۱۹۲۲–۱۹۴۵) از خلبانان نیروی هوایی امپراتوری ژاپن در جریان جنگ جهانی دوم بود. او به عنوان خلبان کامی کازه، در ۱۱ مه ۱۹۴۵ در جریان نبرد اوکیناوا آخرین عملیات خود را انجام داد. او با خلبانی یک فروند جنگنده بمب افکن میتسوبیشی صفر در عملیان کیکوسویی ۹ در سن ۲۲ سالگی از میان آتش ضدهوایی ناو حامل جنگنده یو اس اس بانکر هیل را مورد حمله قرار داد. بمب ۵۵۰ پاوندی او به سکوی پرواز بانکر هیل خورد و منفجر شد و زبانه‌های آتش گازوئیل و چندین انفجار در پی آن منجر به انفجار جنگنده‌های مسلح شده و سوختگیری کرده روی سکو شد. در حدود ۴۰۰ خدمه امریکایی به همراه اوگاوا کشته شدند و کشتی از رده خارج شد.

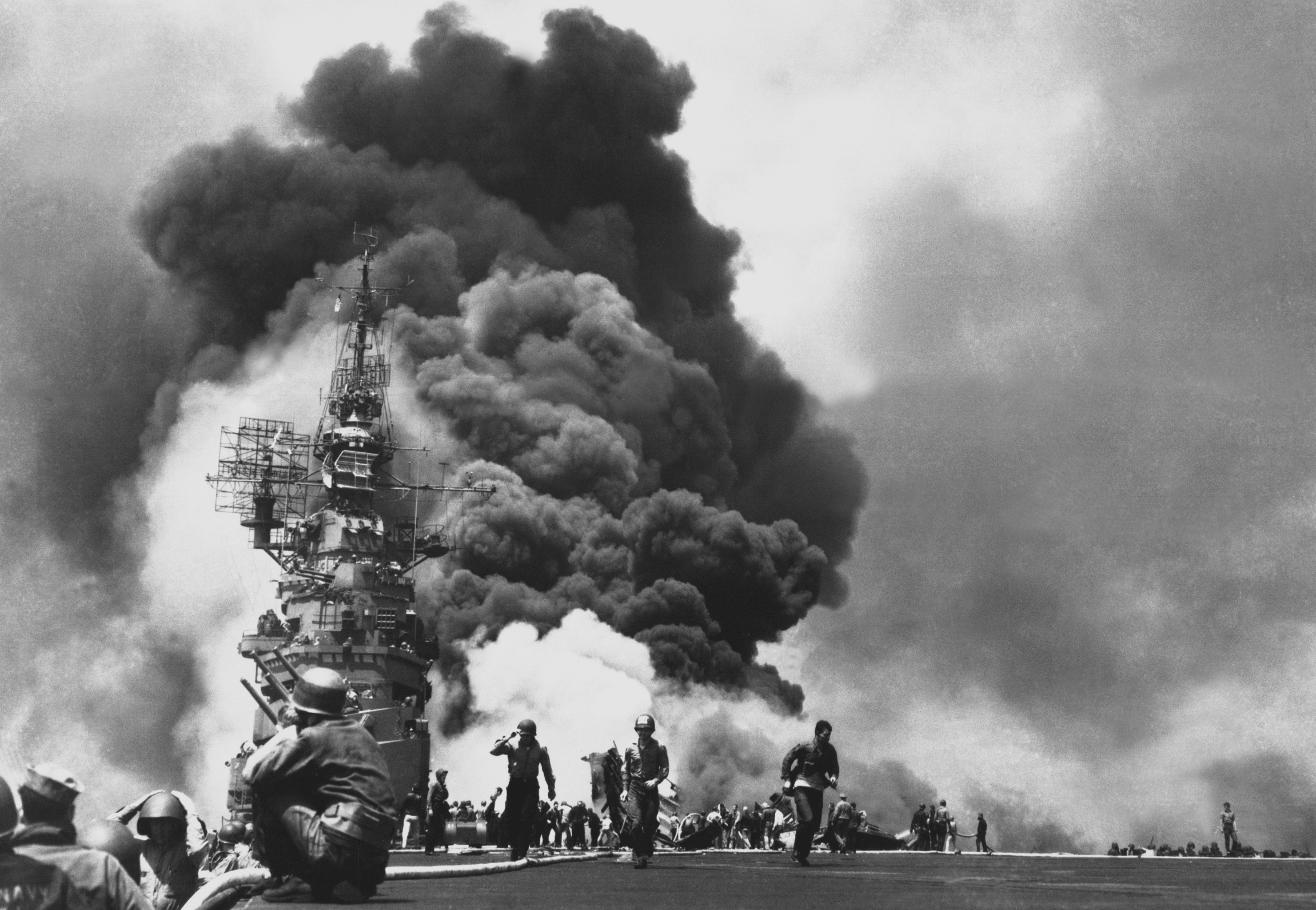